# Litsea hirsutior
Litsea hirsutior är en lagerväxtart som beskrevs av André Joseph Guillaume Henri Kostermans. Litsea hirsutior ingår i släktet Litsea och familjen lagerväxter. Inga underarter finns listade i Catalogue of Life.